# 酒井良佑
酒井 良佑（さかい りょうすけ、寛政4年（1792年） - 天保8年9月22日（1837年10月21日））は、江戸時代後期の武士（高田藩士）、直心影流藤川派の剣術家。名は良祐とも。前名は捨吉、諱は成大。

## 経歴
寛政4年（1792年）、高田藩の江戸詰藩士・酒井総右衛門の二男として高田藩江戸藩邸で生まれる。
直心影流の藤川鵬八郎（後の藤川整斎）に入門するが、鵬八郎は良佑より1歳年上で当時はまだ若すぎるので、実際の指導は鵬八郎を後見していた赤石郡司兵衛がしたと考えられる。ただ、良佑の免許皆伝は鵬八郎の名前で出されたと思われる。
文政3年（1820年）、既に藩に出仕していた兄とは別に高田藩に出仕し、小石川立慶橋に道場を開いた。門人は数百人に達したという。
当時の藤川門では藤川鵬八郎（整斎）、酒井良佑、井上伝兵衛の3人が勝れていたが、3人の中で良佑が最も卓越していたという。また、藤川弥八郎（整斎の兄）、井上伝兵衛とともに藤川門の三羽烏の一人にも挙げられている。
25歳頃、儒学者・大田錦城が、神道無念流の秋山要助の剣技を褒めちぎった時に、錦城の講義を聞くためその場に居た良佑がそれに反論したため、錦城の仲介で、秋山要助と試合をすることになった。結果は、5本勝負で良佑が3本先取したので試合はそれまでとなったとも、良佑の4勝1敗ともされるが、いずれにせよ良佑が勝った。敗れた秋山要助も、もし自分が若かったとしても五分に戦えなかったと賞賛したという。
この試合以後、良佑に入門する者が更に増え、上総でも巡回指導するようになった。
ある時、幸手宿（現 埼玉県幸手市）近くに住んでいた、相撲取りで戸賀崎熊太郎（神道無念流）の弟子の万五郎に試合を申し込まれ、これに勝った。これにより良佑は上総で天狗のように思われて尊敬されるようになったという。
天保8年（1837年）9月22日、46歳で病没した。喜福寺（東京都文京区本郷5丁目）に葬られる。
幕末に神木隊を結成し新政府軍と戦った酒井良佐は、良佑の孫とも子ともされる。